# Otus lempiji
Малайская совка, или  Совка Санда  (Otus lempiji (лат.)) — вид птиц рода совок семейства совиных. Выделяют 5 подвидов. Встречается на Малайском полуострове и некоторых Зондских островах.

## Описание
Длина представителей данного вида — от 23 до 25 см, масса — от 100 до 170 г. Встречаются серо-бурая, коричневая и красная морфы. Глаза в основном темно-коричневые, иногда оранжево-желтые, клюв беловато-желтый.

## Питание
Рацион состоит в основном из насекомых, иногда из мелких птиц.